# Малхиста
Малхиста (также в русскояз. лит-ре: Малхисты, Мелхиста; чечен. Маьлхиста — «Страна солнца»; Маьлхйиста — «Солнечная сторона»); старинн. экзотопон.: Митхо — высокогорная историческая область в центральной части Северного Кавказа, расположена в одноимённом ущелье. Современная локализация — юго-запад Чеченской Республики, часть Итум-Калинского района.

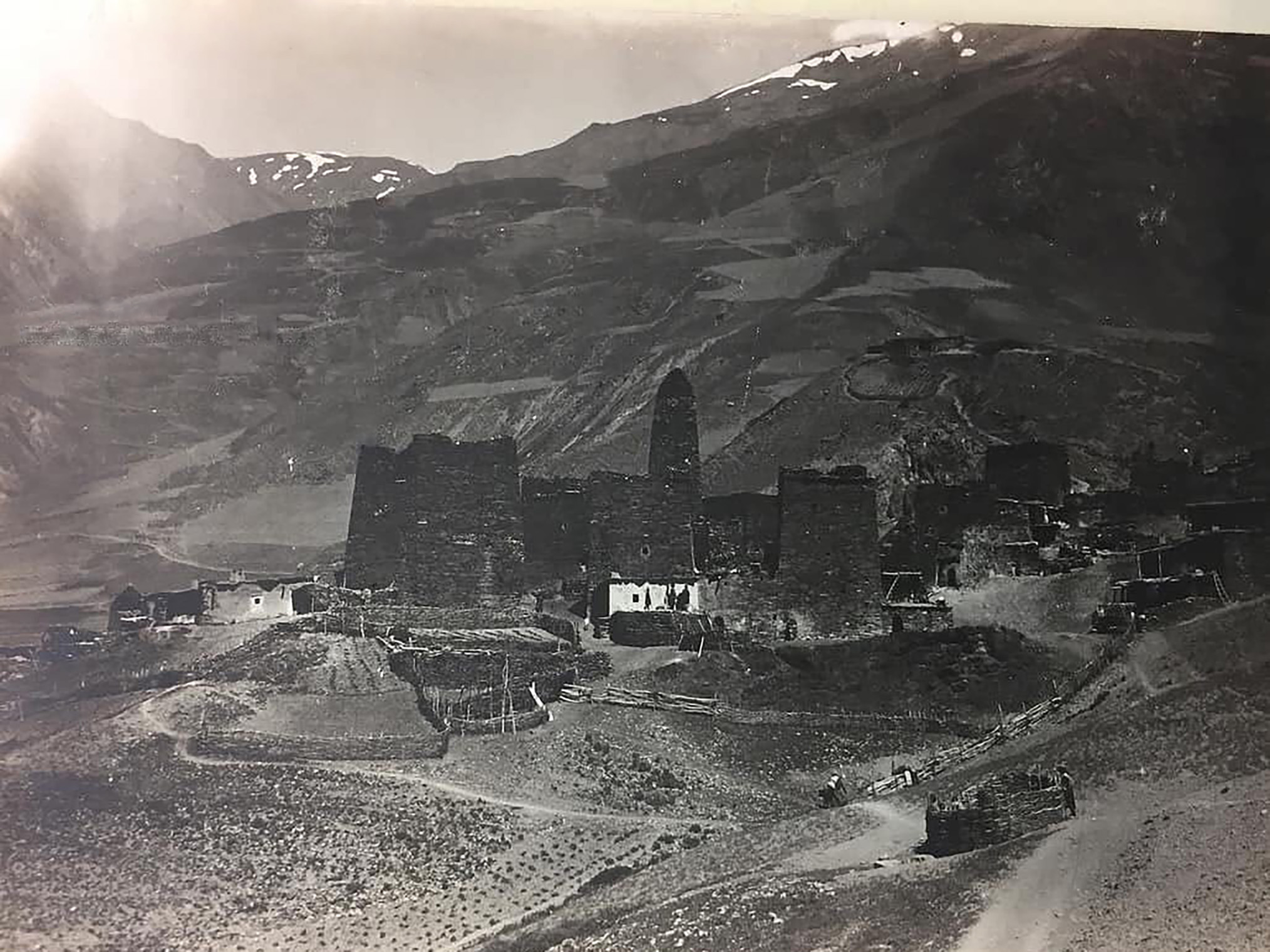
Селение Терти Малхиста (1913)

Область известна с периода средневековья как родина чеченской этногруппы Малхий (в русскояз. форме — малхистинцы). До 1927 года Малхиста и соседняя Майста входили в состав округа Аллаго Тионетского уезда Тифлисской губернии Российской империи. В 1927 году, уже в составе СССР, округ Аллаго был передан из состава Грузинской ССР Чеченской АО. Заселена до 1944 года, когда местное население было депортировано в Казахстан.

## Название
Нахоязычное самоназвание области на русском — Малхиста, Мелхиста или Мялхиста, в зависимости от того, как в разных источниках транскрибируют на русский язык чечено-ингушский грамматический корень маьлх — через а, е или я. В чеченском и ингушском языках эндотопоним указывается как Маьлхиста (встречаются и другие варианты). Некоторые исследователи описывая топоним — область Малхисту, так же указывают и наименование этнонима — общество Малхиста или, наоборот — именем общества Малхий, называют историческую область расселения этногруппы, таким образом создавая некоторую запутанность в терминологии, перемежая понятия «топоним—этноним». В ряде работ по разному транскрибируют на русский язык суффикс и окончание названия, встречаются словоформы Малхистан, Малхйисте и другие. Во всех этих формах наименование используется в современной русскоязычной кавказоведческой научной и популярной литературе (см. § Варианты орфографии топонима).

### Этимология
Согласно мнению ряда исследователей, этимология эндотопонима Малхиста восходит к древнему пласту нахских языков и его грамматический корень малх — это слово означающее «солнце». Словоформа малх известна из современных языков вайнахского кластера (чеч.-инг. малх). В диалектах чеченского языка, например, итумкалинском, кистинском и чеберлоевском, также как и на литературном, слово «солнце» — малх. Близко по созвучию к топониму Малхиста прилагательное от «солнца» — «солнечный/солнечная» (инг. маьлха и чеч. маьлхан, маьлханиг). Некоторые лексические отличия имеются в аккинском диалекте, здесь слово «солнце» — марх; в другом современном нахском языке — бацбийском, для слова «солнце» также несколько иная огласовка — матх (бацб. матх). Как и в большинстве случаев, от имени местности Маьлхиста, вероятно, произошло название этногруппы маьлхий (в русскоязычном варианте — малхистинцы). Маловероятной гипотезу о происхождении топонима/этнонима от слова «солнце» считает А. Д. Вагапов. По его предположению, внутренняя форма такой этимологии несёт смысл малхистинцы — «огнепоклонники», и, в таком случае, она должна была давно исчезнуть с принятием местными жителями ислама, как исчезло после исламизации региона, по версии исследователя, собирательное название северокавказцев асс(и) — «нечестивые», «непокорные», «язычники».
А. С. Сулейманов в своей работе «Топонимия Чечено-Ингушетии» (1976) сообщал, что если первая часть наименования области и не вызывает сомнений в значении «солнце», то вторая часть — иста, может иметь разное происхождение. Возможно, это окончание восходит к тюркскому «стан». В этом случае название топонима было Малхистан, но конечное -н в чеченском языке обычно отбрасывается, как, например, в заимствованном русском слове «стакан» — чеченское стака. За гипотезу, что окончание иста может быть усечённым словом «стан», говорит топоним Дагестан, который чеченцы произносят как Дагеста. Второй вариант этимологии А. С. Сулейманов предполагает от чеченского йист — «край». Подтверждает эту гипотезу существование в верхнем течении реки Чанты-Аргуна кроме Малхисты и других топонимов с окончанием -ста или -иста: Баниста, Майста, Могуста, Нохараста и другие. В любом случае, оба варианта окончания названия области дают возможность трактовать топоним Малхиста как «Страна солнца».

#### Альтернативные гипотезы
По мнению А. Д. Вагапова, название Маьлхиста восходит к топониму Малгӏи, в значении «солёный (источник)», учёный предположил связь названия области с афганским словом малгин — «солёный» и арабским корнем млхь, также, возможно, давшим словоформу малхьи — «солёный». В подтверждение этой точки зрения исследователь приводил некоторые топонимы в Малхисте и прилегающих районах, связанные с соледобычей: Берамчуоь — «соляная копь», Берам-Iина — «к соляной балке», Биерамашка — «к соляным копям». Согласно гипотезе учёного, название возникло в период вторжения армии Тамерлана на Северный Кавказ в 1395—1396 годах. Также А. Д. Вагапов высказывал ещё одну версию происхождения названия, но уже не связанную с соледобычей и не по схеме «от топонима к этнониму». Исследователь предположил, что в случае с этнонимом малхьи, первичное название могло быть дано по наиболее ярким признакам представителей этногруппы, возводя этимологию к арабскому слову малихь — «красивый», «миловидный», «прекрасный» (см. Малхистинцы § Альтернативные гипотезы).

### Экзотопоним
В XIX — начале XX вв. русскоязычные документы знали Малхисту под именем Митхо. Это наименование попало к русским из грузинских документов, в которые, в свою очередь, оно пришло от ближайших грузинских соседей малхистинцев — хевсуров. Название Митхо могло использоваться как по отношению к области Малхисте, так и к собственно малхистинцам.

### Варианты орфографии топонима
| Орфография в русском языке                                                  | Орфография в вайнахских языках | Форма употребления | Упоминание в источниках | Упоминание в источниках | Упоминание в источниках                      |
| --------------------------------------------------------------------------- | ------------------------------ | --- | ----------------------- | --- | -------------------------------------------- |
| Чеченский грамматический корень маьлх транскрибируется на русский как малх: |                                | |                         | |                                              |
| Малхиста                                                                    | — Маьлхиста — Маьлхиста        | топоним: ущелье этноним/топоним: общ-во этноним/топоним: общ-во/ущелье этноним/топоним: чеч. общ-во этноним/топоним: чеч. горное общ-во этноним этноним/топоним: общ-во, союз аулов топоним этноним/топоним: общ-во | монография              | Ошаев Х. Д. Волкова Н. Г. Сулейманов А. С. Мизиев И. М. и др. Кушева Е. Н. и др. Мальсагов А. У. Ахмадов Я. З. Вагапов А. Д. Натаев С. А. | 1930 1973 1976 1988 1997 2003 2009 2011 2013 |
| Малхистан                                                                   | — Маьлхистан                   | топоним: ущелье предполагаемое название топонима |                         | Ошаев Х. Д. Сулейманов А. С. | 1930 1976                                    |
| Малхистинское                                                               | —                              | топоним: ущелье | монография              | Ошаев Х. Д. Сулейманов А. С. Ахмадов Я. З.                                                                                                | 1930 1976 2009                               |
| Малхиеста                                                                   | —                              | топоним: ущелье | паспорт памятника       | Минкульт РСФСР | 1985                                         |
| —                                                                           | Малхйисте                      | этноним/топоним: общ-во, союз аулов | монография              | Ахмадов Я. З. | 2009                                         |
| —                                                                           | Маълх                          | этноним/топоним: чеч. общ-во |                         | Мизиев И. М. и др. | 1988                                         |
| Чеченский грамматический корень маьлх транскрибируется на русский как мелх: |                                | |                         | |                                              |
| Мелхиста                                                                    | —                              | топоним |                         | Ильясов Л. М. | 2004                                         |
| Чеченский грамматический корень маьлх транскрибируется на русский как мялх: |                                | |                         | |                                              |
| Мялхиста                                                                    | —                              | этноним/топоним: общ-во, союз аулов |                         | Ахмадов Я. З. | 2009                                         |
| Исторические названия                                                       |                                | |                         | |                                              |
| —                                                                           |                                | |                         | |                                              |

| Русскоязычная орфография | Чечено-ингушская орфография | Форма употребления названия                                                                                      | Упоминание названия в исследованиях                                                     | Упоминание названия в исследованиях | Упоминание названия в исследованиях       |
| Метцкие гребни           | —                           | топоним: в рус. статейном списке XVI в.                                                                          | Белокуров С. А. Генко А. Н. Кушева Е. Н. Волкова Н. Г. Кушева Е. Н. и др. Ахмадов Я. З. | 1889 1930 1963 1973 1997 2009       | [ 39 ] [ 40 ] [ 41 ] [ 42 ] [ 43 ] [ 44 ] |
| Метцкие кабаки           | —                           | топоним: в значении «Метцкие селения»                                                                            | Кушева Е. Н. и др.                                                                      | 1997                                | [ 45 ]                                    |
| Митхо                    | —                           | этноним: дальних кистов общ-во этноним/топоним: чеч. горное общ-во этноним/топоним: в основном в Грузии XIX века | Кушева Е. Н. Кушева Е. Н. и др. Ахмадов Я. З.                                           | 1963 1997 2009                      | [ 46 ] [ 47 ] [ 44 ]                      |

## Общие сведения

### Расположение
Малхиста соответствует собственно Малхистинскому ущелью в верховьях реки Чанты-Аргун и фактически расположена в бассейнах её левых притоков — Меши-хи и Баста-хи (совр. Итум-Калинский район ЧР). Ущелье протянулось с запада на восток на 18—20 км, по другим данным до 30 км.

#### Соседние территории и общества
| — хребет Вега-лам (отрог Бокового хребта) — Горная Ингушетия (совр. Джейрахский р-н РИ) — общества Цори/Цорой и Гулой | — хребет Бясты-лам (отрог Вега-лам) и хребет Кори-лам — Горная Чечня (совр. Итум-Калинский р-н ЧР) — общества Кей (Кей-мохк (см. о Кей-Мохк и обществе Кей также и здесь)) и Терлой (Терлой-мохк) | |
| — хребет Вега-лам (отрог Бокового хребта) — Горная Ингушетия (совр. Джейрахский р-н РИ) — общества Цори/Цорой и Гулой | Роза ветров | — отроги гор Тюлой-лам и Тебулос-мта — Горная Чечня (совр. Итум-Калинский р-н ЧР) — общество Майстой (Майста) |
| — хребет Вега-лам (отрог Бокового хребта) — Горная Ингушетия (совр. Джейрахский р-н РИ) — общества Цори/Цорой и Гулой | — Грузия (совр. Душетский муницип.) — хевсурское общество Шатили (Хевсурия) | |

### Селения
С периода средневековья Малхиста была сравнительно густонаселённой — здесь насчитывалось до 14 небольших аулов, так называемых, «башенных» селений. Такие населённые пункты представляли собой комплексы жилых и боевых башен со своеобразной архитектурой, часто рядом с которыми располагались значительные некрополи. Вероятно, управление каждым селением осуществлял свой совет старейшин, предположительно, заседания которого проходили в каком-либо кашкове — наземном склепе; имеются сообщения о сельских сходах, проводимых рядом с кашковом.
Советский и российский кавказовед Н. Г. Волкова, проанализировав источники ЦГВИА (сейчас РГВИА), сообщает некоторые сведения о численности нахского населения XIX века, проживавшего в горных исторических областях Ингушетии и Чечни. В исследовании она упоминает, в том числе и Малхисту, где, по приблизительным данным относящимся к 30-м годам XIX века, существовало 16 селений со 161 двором. Более полные данные учёная приводит уже из ЦГИА Груз. ССР, согласно которым малхистинцы в 1839 году расселялись в 11 селениях с 177 дворами, и насчитывали до 1500 человек. С приведёнными Н. Г. Волковой данными согласны и чеченские исследователи, в частности, д.и.н., профессор, академик АН ЧР Ш. Б. Ахмадов назвал её архивный анализ «ценными сведениями».
Область Малхисту посетил в середине 70-х годов XX века чеченский исследователь-краевед А. С. Сулейманов, в его работе «Топонимия Чечено-Ингушетии», вышедшей в четырёх частях в Грозном (1976—1985 гг.), содержится редкая информация по микротопонимии поселений малхистинцев и некоторые предположения относительно их быта и обычаев. Согласно А. С. Сулейманову в Малхисте находилось 14 небольших сёл, политическим и духовным центром общества являлось село Малхиста (что за селение, под ойконимом «Малхиста» имел ввиду краевед, не известно).
| Фото | Название (рус. и чеч.-инг. орфография) | Местоположение, лист карты К-38-043                                                          | Общие сведения (№ в АГКГН) | Связь с нахскими обществами | Координаты и современный статус           |
| ---- | -------------------------------------- | -------------------------------------------------------------------------------------------- | -------------------------- | --------------------------- | ----------------------------------------- |
|      | Ами                                    | Ю склон хр. Кюрелам к С от Аргунского ущ., к З от г. Бастылам, на л. б. Бастыхи              | (0267529)                  |                             | 42°45′21″ с. ш. 45°15′21″ в. д. развалины |
|      | Банах                                  | к В от Коротах, на л. б. Аргуна                                                              |                            |                             |                                           |
|      | Басты                                  | Ю склон хр. Кюрелам к С от Аргунского ущ., к ЮЗ от г. Бастылам, на л. б. Бастыхи             | 10 дворов (0267528)        |                             | 42°43′39″ с. ш. 45°17′02″ в. д. развалины |
|      | Басти Хьевхи                           |                                                                                              |                            |                             |                                           |
|      | Бенесты                                | вверх по л. б. Мешехи, ущ. вдоль хр. Кюрелам, к З от г. Бастылам                             | 30 дворов (0267571)        |                             | 42°44′31″ с. ш. 45°13′18″ в. д. развалины |
|      | Бозияхи                                |                                                                                              | 5 дворов                   |                             |                                           |
|      | Джархой                                | вверх по п. б. Мешехи (к ЮЗ от устья), л. б. среднего течения Аргуна, ущ. вдоль хр. Кюрелам  | 20 дворов (0267573)        |                             | 42°42′22″ с. ш. 45°14′22″ в. д. развалины |
|      | Дози                                   | к В от Коротах, п. б. среднего течения Аргуна, к В от устья Мешехи                           | (0267552)                  |                             | 42°42′05″ с. ш. 45°16′46″ в. д. развалины |
|      | Икильчи                                | вверх по л. б. Мешехи, ущ. вдоль хр. Кюрелам, к З от г. Бастылам                             | 6 дворов (0267569)         |                             | 42°44′10″ с. ш. 45°12′52″ в. д. развалины |
|      | Камалхи                                | к В от Коротах, на л. б. среднего течения Аргуна, к В устья Мешехи                           | 5 дворов (0267577)         |                             | 42°42′25″ с. ш. 45°16′51″ в. д. развалины |
|      | Кегине                                 | вверх по п. б. Меши-хи, ущ. вдоль хр. Кюрелам                                                |                            |                             |                                           |
|      | Коротах                                | к С от Цой-педе, вершина хр. Кюрелам, на л. б. среднего течения Аргуна, к С от устья Мешехи  | (0267578)                  |                             | 42°43′07″ с. ш. 45°15′47″ в. д. развалины |
|      | Меши                                   | вверх по л. б. Мешехи, ущ. вдоль хр. Кюрелам, к З от г. Бастылам, самое З селение Малхисты   | 7 дворов (0267574)         |                             | 42°45′03″ с. ш. 45°10′41″ в. д. развалины |
|      | *Нахорусты                             | к ЮЗ от г. Бастылам, ЮЗ склон хр. Кюрелам                                                    | (0267575)                  |                             | 42°44′14″ с. ш. 45°14′33″ в. д. развалины |
|      | Олакано                                |                                                                                              | 4 двора                    |                             |                                           |
|      | Саханы                                 | вверх по л. б. Мешехи, ущ. вдоль хр. Кюрелам, к ЮЗ от г. Бастылам                            | 10 дворов (0267576)        |                             | 42°43′34″ с. ш. 45°13′38″ в. д. развалины |
|      | Терти                                  | на З от г. Бастылам; вверх по л. б. от устья Мешехи (ущ. реки протянулось вдоль хр. Кюрелам) | 60 дворов (0267572)        |                             | 42°44′54″ с. ш. 45°11′45″ в. д. развалины |
|      | *Тутунды                               | к З от г. Бастылам, менеждуречье Бастыхи и Мешехи                                            | (0267550)                  |                             | 42°44′14″ с. ш. 45°14′12″ в. д. развалины |
|      | Харпато                                |                                                                                              | 20 дворов                  |                             |                                           |
|      | *Цинчемехи                             | к З от г. Бастылам, л. б. Мешехи                                                             | (0267570)                  |                             | 42°44′16″ с. ш. 45°13′41″ в. д. развалины |
|      | Цой-педе                               |                                                                                              |                            |                             | 42°42′28″ с. ш. 45°15′30″ в. д.           |

Баст-Хайхи/Баст-Хайли

### Административный статус
В период экспансии Российской империи на Кавказ Малхиста подчинялась российской администрации в Грузии (Тионетский уезд Тифлисской губернии Кавказского края) и была известна в русских и грузинских документах как «волость» или общество Митхо. Население волости считали частью дальних кистов/кистинцев. Позднее эта территория, совместно с соседней областью Майста составила административный район Аллаго.

## История

### Первые упоминания
Первое свидетельство, возможно связанное с Малхистой, относится не к самой исторической области, а к её жителям — малхистинцам. Ряд исследователей отождествляют с этногруппой проживавшей в Малхисте этноним мелки, упомянутый в грузинской хронике XIII века (см. Малхистинцы § Первые упоминания). Следующее, вероятное свидетельство относится только к концу XVI века в виде топонима Метцкие гребни, который иногда отождествляют с Малхистой, указывая его как первое русскоязычное упоминание области. С конца XVI века начался активный обмен посольствами между Русским царством (Фёдор I Иоаннович) и Кахетинским царством (Александр II). Метцкие гребни впервые упомянуты в отчёте в Посольский приказ (старорус. статейный список), который составили возглавлявшие посольство 1589—1590 годов князь С. Г. Звенигородский и дьяк Т. Антонов. В частности, в документе зафиксировано, что некий стрелецкий сотник М. Зиновьев, писал воеводе Терского города князю А. И. Хворостинину «съ товарыщи» о том:

 как он приѣ(хал) к Шиху [«владелец» Ших Окоцкий], и въ ту ж пору приѣхали къ Шиху от Олександра царя [кахетинский царь Александр II] дв(а) человѣка — Баиграм Казанов да Келяима Халѣев. А говорили ем(у), что царь Александро прислал ихъ къ Шиху мурзѣ про государевых и про своих послов провѣдати: — скол борзо будут в Терской город? И дороги провѣдати: куда лутчи итти? И они де дорогу провѣдали: итти послом безстрашно на Метцкие гребени [Малхиста?], на Шихово племя [этногруппа хевсуры?], на Бурнашову [не локализованное горное нахское общество] да на Амалѣеву землю [селение Омало в Тушетии?], да на Батцкие гребени [точно не локализованная земля бацбийцев]; а владеет тою Батцкою землею государь их Александръ. А, провѣдавъ, вел(ѣлъ) им Олександръ царь к себѣ ѣхати.
— Из статейного списка русских послов в Кахетию, 1589 год (21 августа — октябрь).

### Средневековье
Ряд чеченских исследователей предполагают, что в Малхисте, в частности в поселении Цой-педе, иногда заседал своеобразный высший представительный орган нахских племён — Мехк-кхел. Временной период, когда происходили собрания именно здесь, авторы не уточняют.

### Императорская Россия
- 1813 г. — находясь «в бегах» через Малхисту проследовал восставший против российского владычества грузинский царевич Александр Багратиони[90][91]. Для противодействия российской администрации, он поднимал на борьбу население Грузии (например хевсуров), а также набирал войско среди «кистинскихъ народовъ». Во время похода для усмирения мятежных хевсуров, генерал-майор Г. М. Симонович отправил из Хевсуретии усиленный военный отряд под командованием полковника И. А. Тихановского в Малхисту, где сосредоточились основные силы восставших кистинцев: «сильныя скопища сихъ народовъ». Целью отряда было преследование царевича, если он будет скрываться среди кистинцев (Александр Багратиони на тот момент уже бежал в Аварию) и наказание самих кистинцев за поддержку которую они ему оказали. С 4 по 5 июня (с 16 по 17 июня) отряд И. А. Тихановского «разбилъ и разсѣялъ» противника, а также «превратилъ въ пепелъ 9 Кистинскихъ деревень, занявъ оныя силою оружія» — вероятно разорение 9 селений произошло в Малхисте, где и разворачивались эти события[92][93].
- 1840 г. — общество Малхисты, совместно с обществом Хилдехарой (русские и грузинские документы знали эти две этногруппы как часть «кистов дальних»), покорились Российским властям. На них была возложена незначительная подать и они выдали аманатов, однако, впоследствии эти общества вышли из под влияния русской администрации[82].
- 1858 г. — с 1 по 2 августа (с 13 по 14 августа) Тушинский отряд российской армии под командованием полковника И. З. Челокаева уничтожил «три главные аула» в Малхисте, «устрашенные этимъ, остальные аулы этого общества изъявили покорность и выдали аманатовъ»[94][95].

### Советский период
- 1944 г. — ряд исследователей сообщает, что в период выселения, также как и в некоторых других областях Чечено-Ингушетии, в Малхисте произошёл случай массового убийства людей: советские военнослужащие загоняли часть жителей в пещеры, и там расстреливали либо забрасывали гранатами. Точное число убитых на сегодня не удалось установить, но известно, что из категории «нетранспортабельных» для отправки в Казахстан, было убито более 300 человек[96].

## Исторические памятники и архитектура

### Некрополи и башенные комплексы
В Малхисте находится один из крупнейших на Кавказе некрополей, насчитывающий более 50-и каменных склепов. В наши дни его принято именовать некрополь Цой-педе, часто не указывая, что здесь же было крупное одноимённое селение, разрушенное в точно не установленный период.

### Постройки и следы языческого культа
На территории проживания средневековых нахов, в том числе и в Малхисте, сохранились остатки различных религиозных построек, характерных для периода нахского язычества (см. Малхистинцы § Язычество). Для Малхисты это сиелинги — столпообразные святилища, возможно, посвящённые нахскому богу грома и молнии Селе (отсюда и современное название этих сооружений) и кашковы — наземные склепы с открытой поминальной камерой, иногда со двором, огороженным каменной оградой. В частности, в некрополе селения Цой-педе находятся остатки двух сиелингов, представляющие собой невысокие, выложенные из камня на известковом растворе столбики, с квадратным основанием и квадратными нишами; в некрополе селения Терти сохранился один кашков, он крупнее обычных склепов, на его фасаде нанесены углубления, в виде спиралей, ромбовидных и квадратных узоров, по краям и над входом склеп украшен каменными бараньими головами. На некоторых башнях в Малхисте имеются различные языческие петроглифы, например, в виде солнечного креста и, самый распространённый знак — двойные спирали в различных видах и стилизации (обычно наносились на угловые камни башен).

### Постройки и следы христианства
Следы христианства в Малхисте (см. Малхистинцы § Христианство), точнее сопровождающей его атрибутики, прослеживаются в виде определённых петроглифов на жилых и культовых сооружениях, а также присутствуют в местной топонимике. Например, на боевой башне Кошан-боув у некрополя Цой-педе имеется изображения креста (однако не исключено, что это не христианский крест, а языческий знак со значением оберега).